# Pors
För växten som bland annat ibland kallas getpors, se skvattram.
Pors (Myrica gale) är en låg buske i familjen porsväxter som blir 50–150 cm hög och har en stark, aromatisk doft. Den förekommer i tempererade regioner av Eurasien och Nordamerika, framförallt i Nordeuropa och nordvästra Nordamerika.
Pors har använts bland annat som smaksättare i bland annat öl och vin, mot myggor och andra skadeinsekter, som parfym, vid garvning, och vid färgning av ull. Den används också som kvävefixerare i skogsjordbruk. Pors kan orsaka missfall, så gravida kvinnor bör undvika växten.
Porsen är allmän i Sverige, förutom högt upp i fjälltrakterna och längst upp i norr.
Växten skvattram har också flera namn som innehåller pors som namnled, som getpors, hästpors, myrpors, svinpors och väggluspors, men tillhör familjen ljungväxter.

## Beskrivning
Porsbusken blir 50–150 cm hög. Den har en stark, aromatisk doft.
Denna växt är oftast tvåbyggare (han- och honax på olika buskar), men ibland påträffas han- och honax på samma buske. Hanblomman består av endast några ståndare innanför ett skärmblad; honblomman är endast en pistill med två märken och två små sidofjäll. Sidofjällen är troligtvis en evolutionär rest av blomkalken. Frukten är en nöt, men blir en skenfrukt genom att blomkalken tillväxer och omger den med två svullna, av harts prickiga blad.
Till utseendet liknar pors somliga arter inom videsläktet, men de grågröna och omvänt äggrunda bladen hos pors har en starkt aromatisk doft, som kommer från ämnen, som utsöndras av små gula hartspunkter (i detta är den ganska lik svarta vinbär). Denna doft finns ej hos videarterna.

## Utbredning och habitat
Pors förekommer i tempererade regioner av Eurasien och Nordamerika, framförallt i Nordeuropa och nordvästra Nordamerika, men också norra Nordamerika och nordöstra Asien.
Pors är allmän i Sverige, men går inte högt upp i fjälltrakterna, och saknas längst i norr. Den växer på stränder och i myrar på näringsfattig mark och i mer eller mindre täta snår. Den är vanlig i kärr, på mossar och vid stränder.
I södra Norge går den upp till 470 m.ö.h.; i norra Norge inte högre än 30 m.ö.h. Arten är upptagen på Tysklands rödlista, och starkt hotad i Spanien.
I östligaste Asien förekommer pors endast i form av varianten M. gale var. tomentosa. (Se utbredningskarta "Norra halvklotet" nedan.)

### Utbredningskartor
- Norden
- Norra halvklotet

## Användning
Pors kan användas på mångahanda sätt:
- Både bladen och frukten används som smaksättare,[3] men ska ej förtäras av gravida kvinnor, då den kan orsaka missfall.[4] Förr i tiden användes porsen, liksom humle, för att smaksätta öl, mjöd och brännvin[1] – porskryddat brännvin är fortfarande förhållandevis vanligt, och förekommer i åtminstone Danmark och Sverige.[5]
  - Porsöl har påträffats i graven med Egtvedflickan vilket visar att användningen var känd redan under bronsålder. Porsöl har fortsatt tillverkas ännu efter det att humlen blivit känd i Norden.[6] Under slutet av medeltiden börjar dock porsen att minska i popularitet till förmån för humle. Den användes då främst som ersättning för humle i enkelt öl på landsbygden, vilket medförde att porskryddat öl fick rykte om sig att vara sämre. Särskilt i Västnorge har dock porsölet varit fortsatt omhuldat ända fram till slutet av 1800-talet.[7]
  - Pors i vin användes under medeltiden som läkemedel.[8] Den användningen nämns även i Dan Anderssons dikt ”Till min syster”.[9]
- En extraktion av pors kan användas för behandling av acne.
- Pors har avskräckande effekt på myggor och andra stickande insekter, och man har funderat på om man ur pors skulle kunna få fram något medel för insektbekämpning. Dess starkt doftande grenar används till skydd mot klädesmal.[10] Pors kunde även användas förr när man hade halm i sängbolstren. Man blandade då in pors i halmen för dess uppfriskande doft, samt för att motverka ohyra.
- Porsblad används för framställning av parfymer. Det är de små hartsprickarna på bladens undersida, vilka innehåller en mängd aromatiska oljor, som utnyttjas.
- Porsbark har använts vid garvning. Blomknoppar och blad används vid växtfärgning och färgar med alun betat ylle gult.
- Liksom alla arter av Myrica är den en utmärkt kvävefixerare, och används därför inom skogsjordbruk, kanske särskilt inom skogsträdgårdsodling.[3]

## Giftighet
Pors kan orsaka missfall, varför gravida kvinnor inte ska äta pors, eller mat eller dryck kryddad med pors eller porsextrakt.

## Namn
Gale, som i det vetenskapliga namnet Myrica gale, är ett gammalt keltiskt namn på pors.
Dialektalt har namnet körning (femininum) belagts i Valle härad, Västergötland, skogshumle (maskulinum) i Västmanland och i äldre svenska, och Pelle på strand (maskulinum) i Västra bergslagen (Dalarna). Gallhumle förekommer enligt Rietz också i äldre svenska.
Rietz dialektlexikon skriver om namnformen purs (maskulinum): ”Monne af pórsa, v[erbum] n[eutrum] forssa, enär en sjudning, gäsning eller ett porssande uppkommer när örten lägges i vörten?”

## Pors i skönlitteraturen
Pors har beskrivits av Harry Martinson som ”de svenska vildkärrens lavendel”. Frans G. Bengtsson skrev dikten ”Myrica” om porsen i sin diktsamling Tärningskast. I Dan Anderssons dikt ”Till min syster” omnämns pors som läkande.

## Bilder

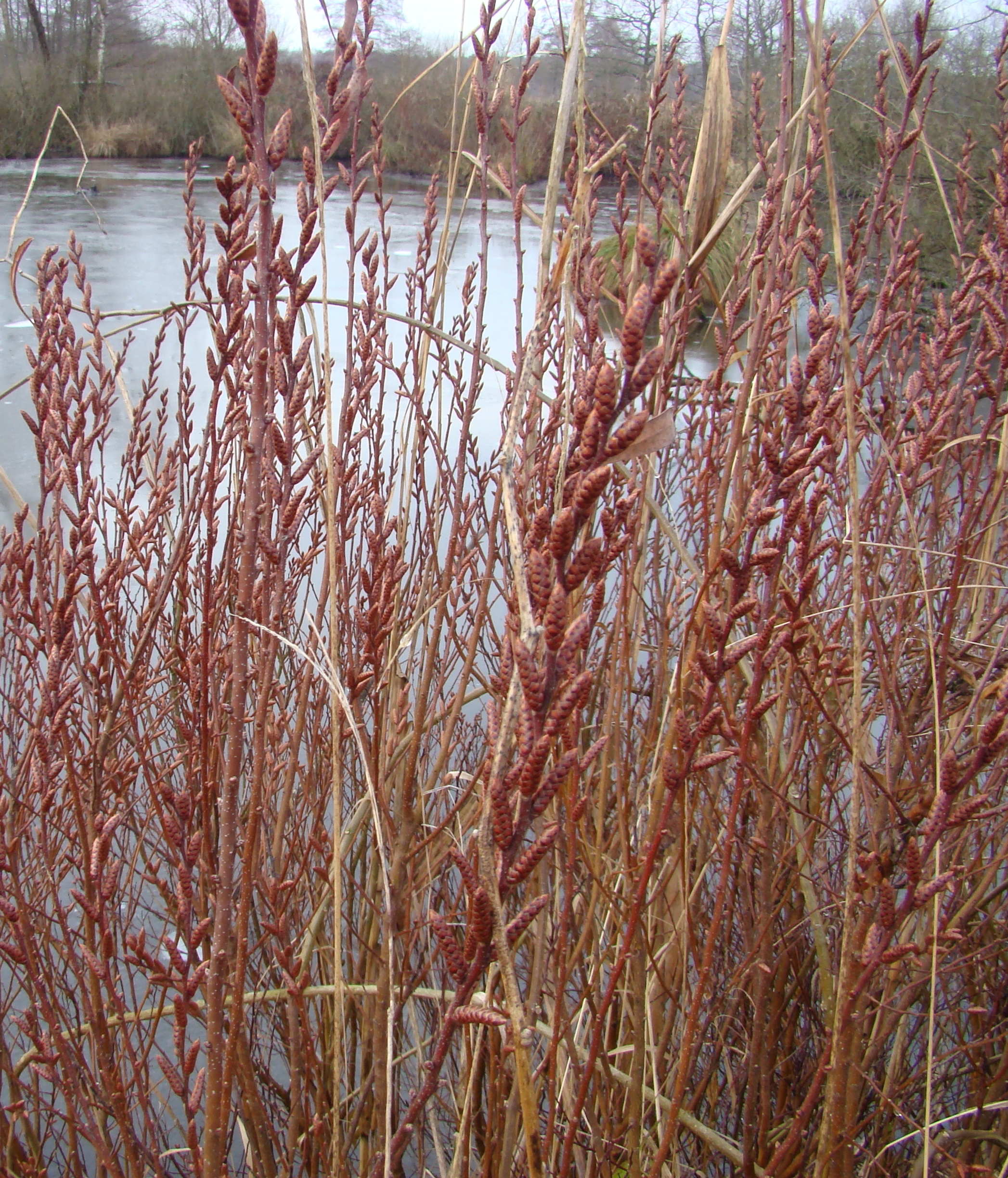
Hanax i strandkant.
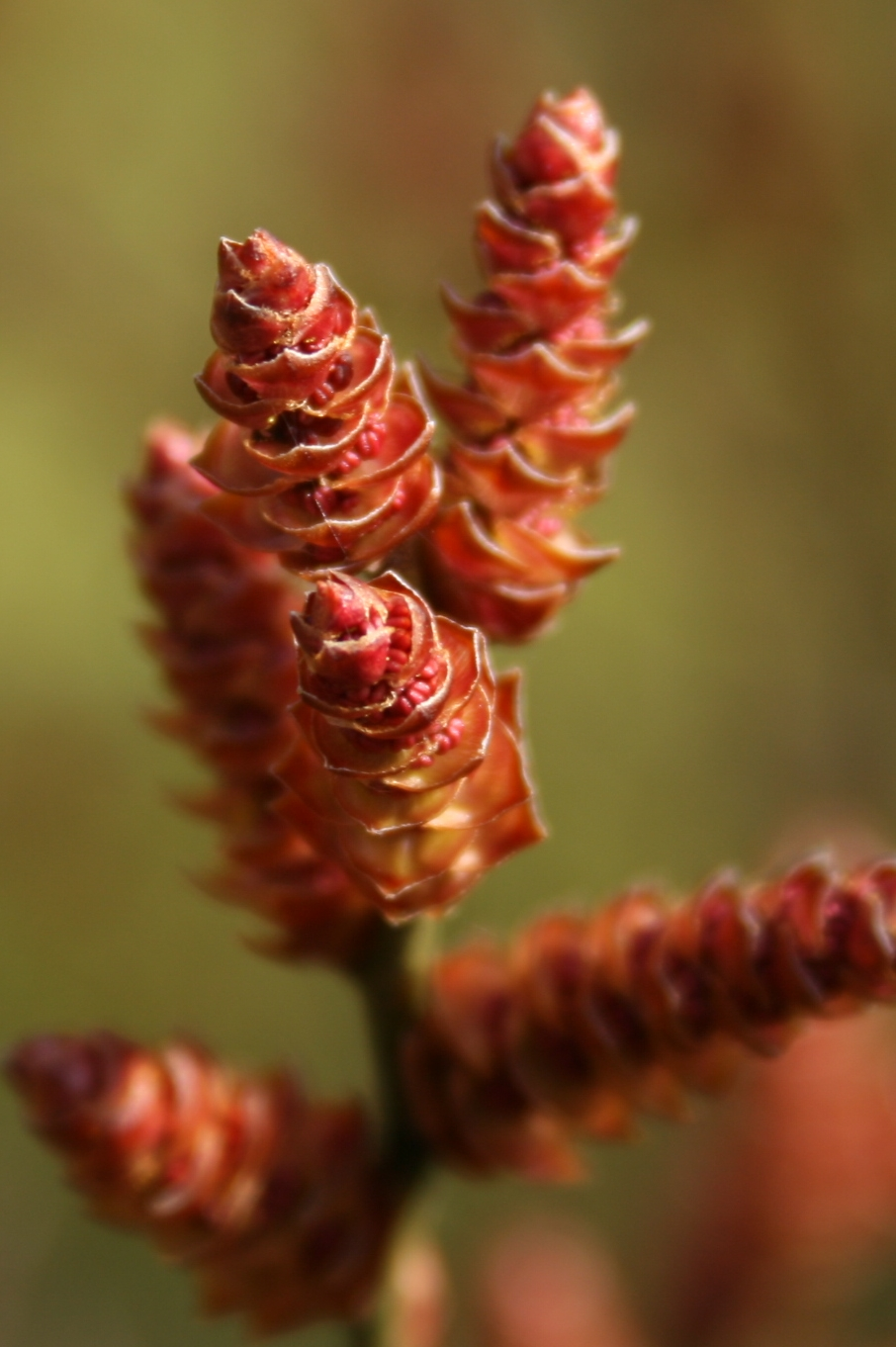
Hanblommor.
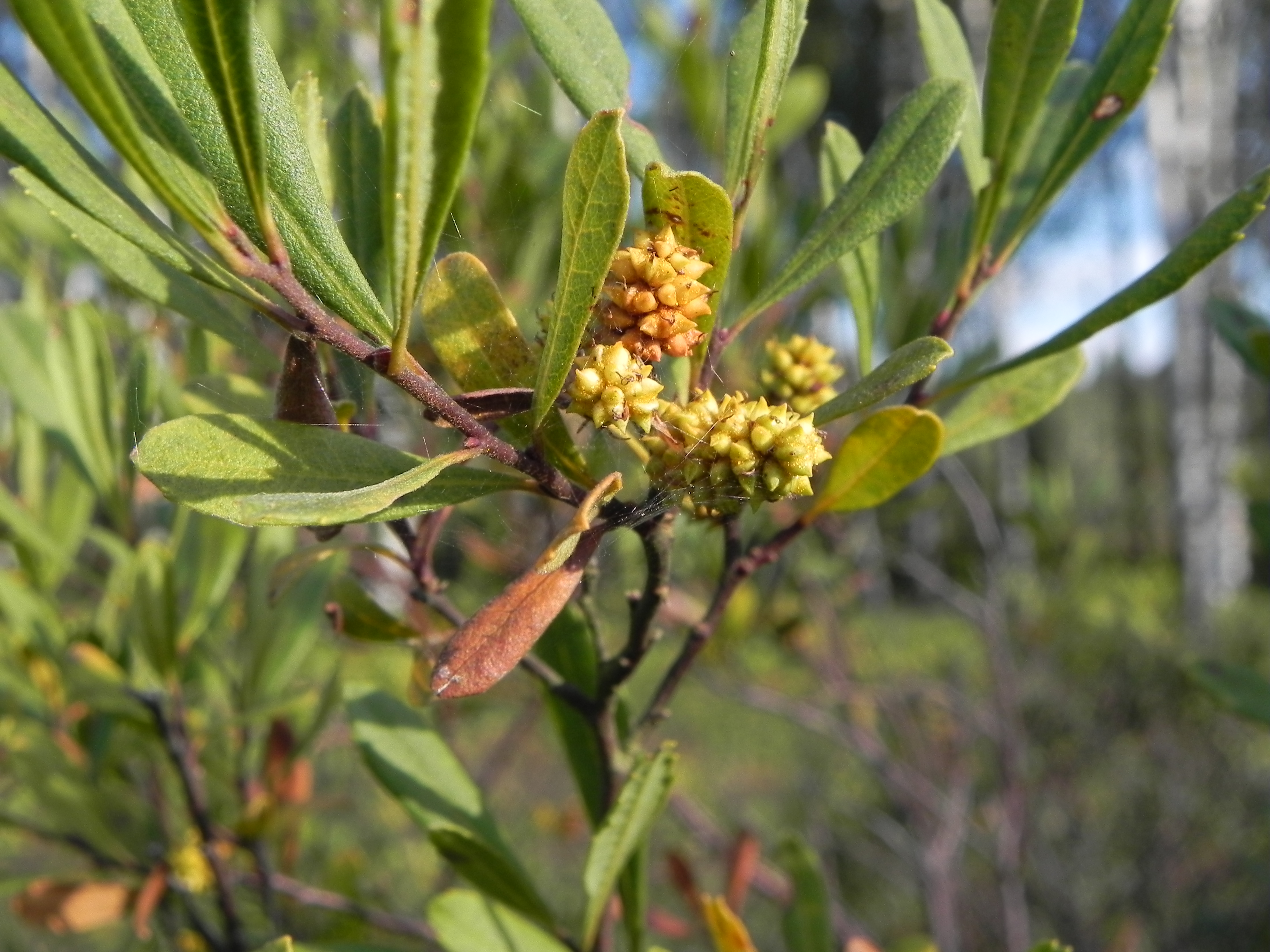
Honblommor och blad.
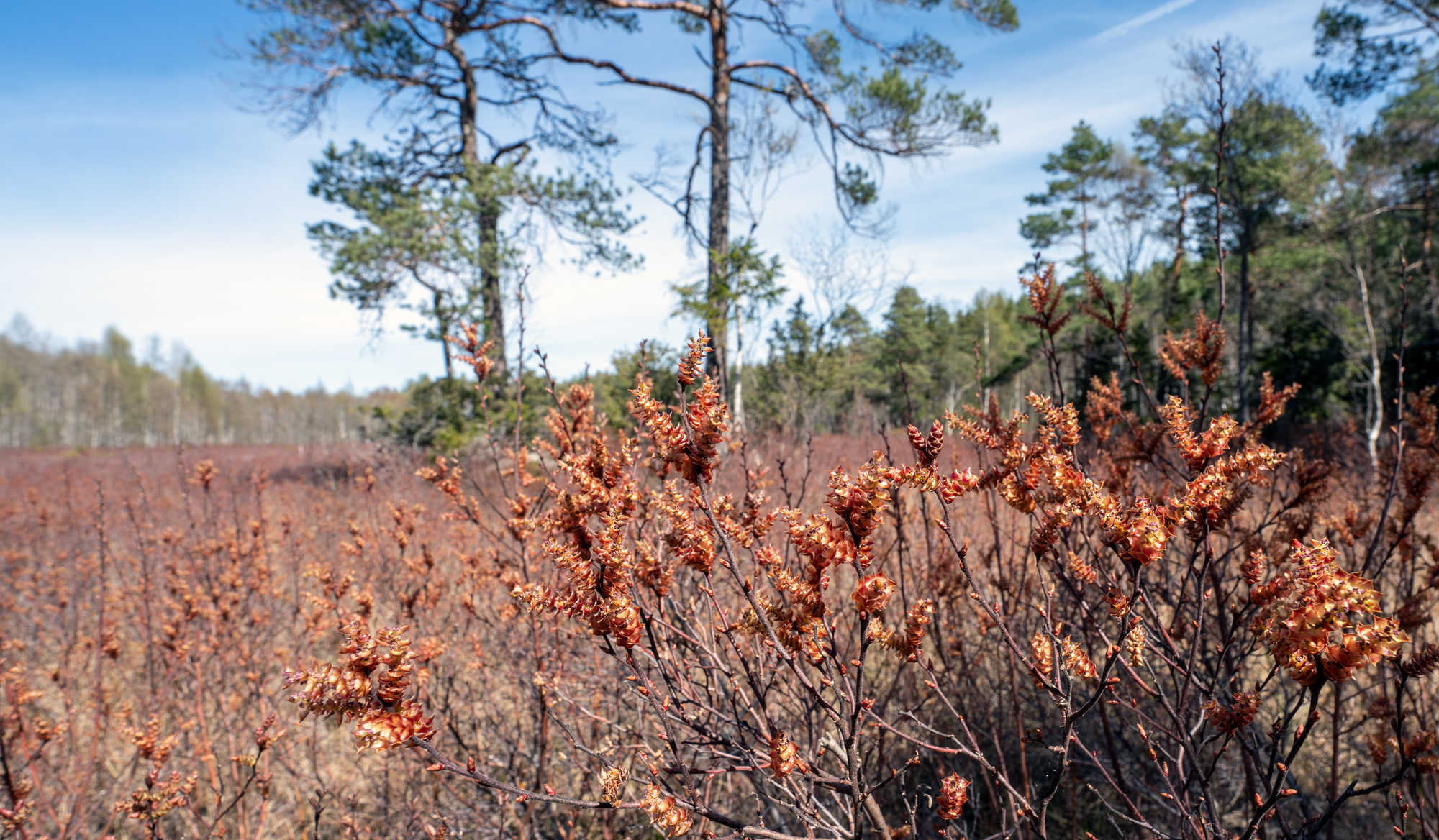
En myr med blommande pors.